# بری دایسون
بری دایسون (انگلیسی: Barry Dyson; ۶ سپتامبر ۱۹۴۲ – ۲۶ فوریهٔ ۱۹۹۵) بازیکن فوتبال اهل بریتانیا بود.
از باشگاه‌هایی که در آن بازی کرده‌است می‌توان به باشگاه فوتبال کریستال پالاس، باشگاه فوتبال ترانمره راورز، باشگاه فوتبال کولچستر یونایتد، باشگاه فوتبال بری، باشگاه فوتبال چلمزفورد سیتی، باشگاه فوتبال واتفورد، و باشگاه فوتبال لیتون اورینت اشاره کرد.